# Nailah Porter
Nailah Porter je americká zpěvačka. Narodila se ve městě Winston-Salem v Severní Karolíně. V roce 2004 zpívala doprovodné vokály v písni „Bump“ z alba ForThemAsses kapely OPM. Vokály rovněž zpívala v písních „Outta the Bag“ a „Hush“ z alba Black Acetate velšského hudebníka a skladatele Johna Calea. V roce 2011 zpívala v několika písních z desky Love & Revolution italského hudebníka Nicoly Conte. Roku 2013 zpívala v několika písních na soundtracku k filmu Závod s časem, jehož autorem byl skladatel Justin Burnett. Své první sólové album nazvané ConJazzNess vydala v roce 2011.

## Diskografie
- ConJazzNess (2011)